# Тернівська сільська рада (Конотопський район)
Терні́вська сільська́ ра́да — колишній орган місцевого самоврядування в Конотопському районі Сумської області. Адміністративний центр — село Тернівка.

## Загальні відомості
- Населення ради: 645 осіб (станом на 2001 рік)

## Населені пункти
Сільській раді підпорядковані населені пункти:
- с. Тернівка

## Склад ради
Рада складається з 14 депутатів та голови.
- Голова ради: Баран Катерина Іванівна
- Секретар ради: Мороз Надія Іванівна

### Керівний склад попередніх скликань
| Прізвище, ім'я, по батькові | Основні відомості                                                                                     | Дата обрання | Дата звільнення |
| --------------------------- | --- | ------------ | --------------- |
| Фролов Борис Павлович       | Сільський голова, 1950 року народження, член Народної партії                                          | 26.03.2006   | 11.08.2008      |
| Баран Катерина Іванівна     | Сільський голова, 1961 року народження, освіта середня спеціальна, член Соціалістичної партії України | 30.11.2008   | 31.10.2010      |
| Баран Катерина Іванівна     | Сільський голова, 1961 року народження, освіта середня спеціальна, член Партії регіонів               | 31.10.2010   |                 |

Примітка: таблиця складена за даними сайту Верховної Ради України